# Крутиков Олексій Петрович
Олексій Петрович Крутиков (4 квітня 1980, м. Мінськ, СРСР) — білоруський хокеїст, нападник.  
Вихованець хокейної школи ХК «Юність» (Мінськ). Виступав за «Юність» (Мінськ), «Полімір» (Новополоцьк), «Керамін» (Мінськ), «Салават Юлаєв» (Уфа), «Динамо» (Мінськ), «Металург» (Жлобин), «Німан» (Гродно), «Сокіл» (Київ).
У складі національної збірної Білорусі провів 36 матчів (5+8), учасник чемпіонату світу 2005. У складі молодіжної збірної Білорусі учасник чемпіонату Європи 1997 (група B), чемпіонату світу 2000 (група B).
Досягнення
- Чемпіон СЄХЛ (2003, 2004)
- Чемпіон Білорусі (2002, 2007), срібний призер (1999, 2003, 2004, 2005, 2011, 2012), бронзовий призер (2001)
- Володар Кубка Білорусі (2002), фіналіст (2003, 2004-травень)
- Володар Континентального кубка (2007).